# Faugères (Hérault)
Faugères è un comune francese di 547 abitanti situato nel dipartimento dell'Hérault nella regione dell'Occitania.

## Società

### Evoluzione demografica
Abitanti censiti